# Włodzimierz Jarmundowicz
Włodzimierz Jarmundowicz (ur. 1947) – polski lekarz neurochirurg, profesor, autor pionierskich rozwiązań w neurochirurgii.

## Życiorys
Włodzimierz Jarmundowicz ukończył w roku 1970 Wydział Lekarski Wojskowej Akademii Medycznej w Łodzi i do 1988 r. pracował na WAM, gdzie zdobył większość tytułów naukowych. Tytuł profesora nauk medycznych uzyskał w roku 2000. W 1988 roku przeprowadził się do Wrocławia, gdzie rozpoczął pracę w Wojskowym Szpitalu Klinicznym, pełniąc tam funkcję m.in. ordynatora Klinicznego Oddziału Neurochirurgii. W roku 1999 został kierownikiem Katedry Neurochirurgii Uniwersytetu Medycznego im. Piastów Śląskich we Wrocławiu. Kierował także Kliniką Neurochirurgii Uniwersyteckiego Szpitala Klinicznego.

## Praca naukowa
W roku 2002 rozpoczął trwające dwanaście lat i zakończone sukcesem prace nad funkcjonalną regeneracją rdzenia kręgowego w przypadku całkowitego uszkodzenia na skutek urazu. Prace te prowadził z zespołem neurochirurgów i rehabilitantów we współpracy z Instytutem Immunologii i Terapii Doświadczalnej PAN. W roku 2014 wykonał zakończoną sukcesem pionierską terapię przeszczepienia glejowych komórek węchowych, pobranych z opuszki węchowej i rekonstrukcję rdzenia przy wykorzystaniu przeszczepów nerwowych. Leczony w ten sposób całkowicie sparaliżowany pacjent po terapii był w stanie samodzielnie przejść kilkadziesiąt kroków.
Prace badawcze pod kierownictwem Włodzimierza Jarmundowicza:
- Ocena wpływu stężonych roztworów chlorku sodu na warunki operacyjne w czasie przeprowadzania zabiegów klipsowania tętniaków nadnamiotowych mózgu. Badanie porównawcze z mannitolem
- Zastosowanie Metody Elementów Skończonych do analiz urazowych uszkodzeń rdzenia kręgowego w odcinku szyjnym prognozowania wyników leczenia
- Zmniejszenie wytrzymałości żył mostkowych mózgu jako czynnik predysponujący do powstawania pourazowych krwiaków podtwardówkowych u osób przewlekle nadużywających alkoholu

## Odznaczenia
- Krzyż Kawalerski Orderu Odrodzenia Polski[2]
- Złoty Krzyż Zasługi[2]
- Medal Komisji Edukacji Narodowej[2]
- Honorowy Obywatel Wrocławia[3]
- W 2017 r. znalazł się na 72 miejscu listy stu najbardziej wpływowych osób w polskiej medycynie[4].